# 마헤스

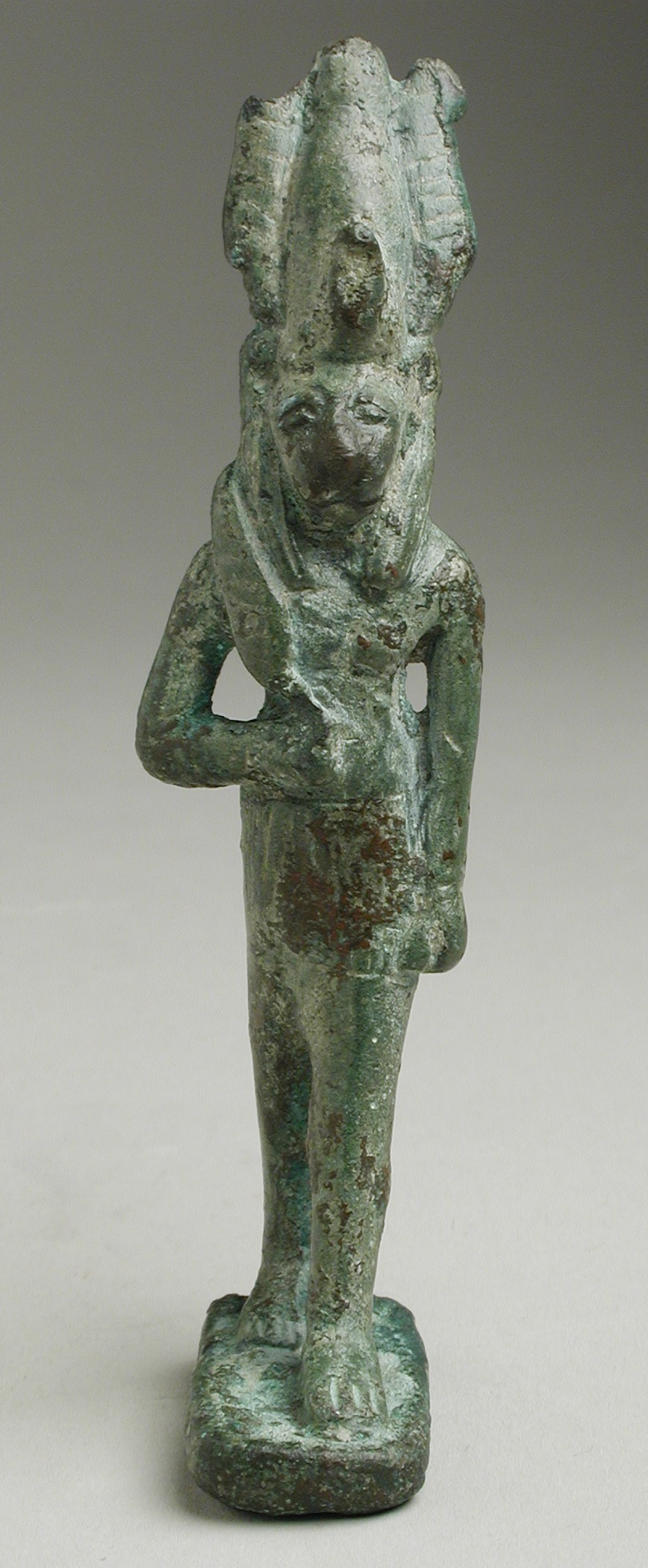

마헤스(Maahes, Mihos, Miysis, Mios, Maihes, Mahes)는 고대 이집트에서 사자의 머리를 한 전쟁의 신이다. 마헤스는 "진실로 그녀의 옆에 있는자"라는 뜻으로, 프타의 아들이라는 점에서는 동일하지만, 하이집트에서는 가정의 여신 바스테트의 아들로, 상이집트에서는 파괴의 여신 세크메트의 아들로 묘사된다. 마헤스는 전쟁, 보호의 신이었을 뿐만 아니라 칼, 연꽃, 그리고 식인을 주관하는 신으로 여겨졌다. 그의 주요 신앙 중심지는 '타레무'와 '펄바스트'에 위치해있었다.

## 어원
마헤스가 언급된 첫 기록은 신왕조 시대의 고대 유적이다. 이같은 사실로 인하여 몇몇 이집트학 연구자들은 마헤스가 외국에서 전래된 신이라고 추측하기도 한다. 그가 누비아와 이집트 서부 사막지역에서 숭배되던 '아페데막'과도 연관이 있다는 증거가 출토되기도 하였다.
마헤스는 태양신 라의 밤의 여정에서 그를 수호하고 거대한 악의 뱀인 '아페프'를 쫓아내는 역할을 맡았다.

## 이름
마헤스의 이름의 첫글자는, 신성문자로 사자를 상징한다. 그에게 바쳐진 칭호 가운데에는 '살육의 왕', '칼을 휘두르는 자','주홍빛 왕' 등이 있었다고 한다.

## 묘사
마헤스는 종종 사자의 머리를 한 성인 남성으로 자주 묘사되었다. 그는 칼을 들고 연꽃을 들고 있기도 하였는데, 이는 그의 형제인 '네페르템'과의 연관성을 보여주는 것으로 생각된다.

## 신성한 동물
길들여진 사자들이 타레무에 위치한 그의 신전에서 모셔졌고, 그의 신전은 바스테트의 신전과 가까이 인접해 있었다. 고대 그리스인 역사학자는, "이집트인들은 사자를 숭배한다. 또한 사자의 이름을 본따 이름을 지은 도시도 있다.... 사자들은 사원을 갖고 있고 마음껏 돌아다닐 공간을 갖고 있다.... 사자들은 매일 도축된 신선한 소고기를 먹으며, 이집트어 찬송가를 들으며 지낸다...."라고 적었다. 참고로 고대 그리스의 도시 '레온토폴리스'는 사자에서 그 이름이 유래했다.

## 같이 보기
- 사자